# Pouteria tarapotensis
Pouteria tarapotensis  es una especie de plantas en la familia Sapotaceae. 
Es endémica de Perú y de Bolivia. Al parecer, es un endemismo peruano, aunque hay, hasta ahora, informes no confirmados de que las especies que se encuentran en Panamá, y en Cocha Cashu en Madre de Dios, desde la zona de la Yurimaguas en Loreto y de Tarapoto en San Martín.

## Taxonomía
Pouteria tarapotensis fue descrita por (Eichler ex Pierre) Baehni y publicado en Candollea 9: 273. 1942.
Sinonimia
- Franchetella tarapotensis Pierre
- Lucuma tarapotensis Eichler ex Pierre[3]